# Pedra Corrida
Pedra Corrida é um distrito do município brasileiro de Periquito, no interior do estado de Minas Gerais. Segundo o censo demográfico de 2022, realizado pelo Instituto Brasileiro de Geografia e Estatística (IBGE), sua população era de 2 375 habitantes e havia 821 domicílios particulares permanentes ocupados. Possui área de 112,87 km² conforme a Fundação João Pinheiro (FJP).
De acordo com o IBGE, em 2010 a população era de 2 407 habitantes e havia 832 domicílios particulares.

## História e descrição
Foi criado pela lei nº 1.039 de 12 de dezembro de 1953, então pertencente a Açucena. Pela lei estadual nº 10.703 de 27 de abril de 1992 passou a fazer parte de Periquito, após a emancipação política deste município.
O distrito está situado na margem do rio Doce. Um ponto de referência da localidade é o Morro do Cruzeiro, local usado para visitações e contemplação da paisagem, inclusive do leito do rio Doce. Pedra Corrida também possui uma estação ferroviária da Estrada de Ferro Vitória a Minas (EFVM), que foi inaugurada em 1º de julho de 1911. O terminal atende ao distrito com trens de passageiros diários que circulam entre as regiões metropolitanas de Vitória e Belo Horizonte.